# Mac Cécht
Mac Cécht ([mak kʲeːxt], „Sohn der Pflugschar“; auch Mac Cecht oder Céthor) ist eine Sagenfigur aus der keltischen Mythologie Irlands. Er gehört zum Volk der Túatha Dé Danann und herrschte mit seinen Brüdern Mac Cuill und Mac Gréine als legendenhafte Hochkönige über Irland.

## Mythologie
Mac Céchts Vater Cermait ist im Lebor Gabála Érenn („Das Buch der Landnahmen Irlands“) der Sohn des Dagda. Mac Cécht und seine Brüder Mac Gréine und Mac Cuill – in einer anderen Variante auch Céthor, Téthor und Séthor – waren alle drei Könige Irlands. Nach dem Lebor Gabála Érenn werden die drei Schwestern Fótla, Ériu und Banba mit den drei Brüdern – Mac Cécht (mit Fótla), Mac Gréine (mit Ériu) und Mac Cuill (mit Banba) – verheiratet. Damit übernahmen die Tuatha Dé Danann die legitime Herrschaft über die Insel. In der Variante des Lebor Gabála Érenn sind die Brüder Cethor, Tethor und Sethor die Ehemänner der Schwestern. In beiden Versionen haben die Brüder als legendenhafte Hochkönige bis zur Ankunft der Milesier gemeinsam über Irland geherrscht. Sie fallen in der Entscheidungsschlacht der Túatha Dé Danann mit den Milesiern um die Vorherrschaft auf der Insel.